# 人気アニメ大行進
『人気アニメ大行進』（にんきアニメだいこうしん）は、1980年4月15日から同年7月1日までテレビ朝日系列局で放送されていたテレビ朝日製作のバラエティ番組である。その後も1980年7月22日から同年8月26日まで『夏休み人気アニメ大行進』（なつやすみにんきアニメだいこうしん）と題して放送されていた。全15回。放送時間は毎週火曜 19:00 - 20:00 （日本標準時）。

## 概要
過去のテレビアニメを回顧する番組で、毎回1本の作品をダイジェストで取り上げていき、それを山崎唯一家が楽しむという設定で進行していた。取り上げる作品はNET時代のテレビ朝日および東映動画（現・東映アニメーション）による作品が多かったが、時にはテレビ朝日と東映本社および外部プロによる作品を取り上げることがあった。名古屋テレビと日本サンライズ（現・サンライズ）製作の『機動戦士ガンダム』を取り上げたこともある。
オープニングテーマに『超電磁マシーン ボルテスV』のBGMを使用していた。
1980年7月1日の第11回で一度最終回を迎えたという形になっており、いくつかのコーナーはそこで終了している。最後の放送が行われた同年8月26日付の各新聞のラジオ・テレビ欄には、「最終回マーク」が付されていなかった。

## 出演者
- パパ：山崎唯
- ママ：久里千春
- リナちゃん：山崎リナ
- 弁士：永井一郎
- アニモグラ（声）：中野聖子（次回予告のナレーションも担当している）
- アニメが出来るまでのナレーション：増山江威子

## コーナー
メインコーナー
番組の核となるコーナーで、毎回弁士が取り上げるアニメと関連のある内容を講談調に話した後、アニメのダイジェスト版のVTRをナレーション付きで放送していた。途中で何回かVTRを止め、そのアニメに関する事を山崎唯一家が話し合っていた。番組マスコットのアニモグラ（モグラのパペット）が狂言回し役を務めていた。
アニメが出来るまで（第11回まで）
番組後半の最初のコーナーで、東映動画で1本のテレビアニメが出来上がるまでのVTRを連続形式で放送していた。題材とされていたのは当時放送中だった『魔法少女ララベル』の製作工程。
なつかしの名場面コーナー
後半のラストで行われていたコーナーで、マイナーな作品を3分程度の尺で放送していた。放送作品はモノクロ作品が多く、メインコーナーと関連性のある作品も放送していた。オープニングについては全て放送していたが、エンディングは割愛されていた。
視聴者プレゼントのコーナー（第11回まで）
原作コミックなどが貰える視聴者プレゼントの告知コーナー。第11回で、このコーナーのMCが実はアニモグラの声をあてていたことが明かされた。

## メインコーナー放送リスト
| 回 | 放送日  | 題名                          | サブタイトル                 | 製作会社                               | 備考                               |
| -- | ------- | ----------------------------- | ---------------------------- | -------------------------------------- | ---------------------------------- |
| 1  | 4月15日 | 魔法使いサリー（第1作）       | おてんば魔女がやってきた     | 東映動画                               |                                    |
| 2  | 4月22日 | 宇宙海賊キャプテンハーロック  | まゆが呼ぶアルカディア号     | 東映動画 ジャパド 東映エージエンシー   |                                    |
| 3  | 4月29日 | キャンディ・キャンディ        | わが心のアンソニー           | 東映動画 旭通信社                      |                                    |
| 4  | 5月13日 | 超電磁マシーン ボルテスV      | 燃え尽きた青春!              | 東映 東映エージエンシー 日本サンライズ |                                    |
| 5  | 5月20日 | ひみつのアッコちゃん（第1作） | わたしのすてきなコンパクト   | 東映動画                               |                                    |
| 6  | 5月27日 | 闘将ダイモス                  | 宇宙をかけた愛               | 東映 東映エージエンシー 日本サンライズ |                                    |
| 7  | 6月3日  | 花の子ルンルン                | しあわせを呼ぶ七色の花       | 東映動画 旭通信社                      |                                    |
| 8  | 6月10日 | 超電磁ロボ コン・バトラーV    | 大決戦!オレアナ城へ出撃せよ! | 東映 東映エージエンシー 創映社         |                                    |
| 9  | 6月17日 | 機動戦士ガンダム              | アムロ!マチルダを救え        | 日本サンライズ                         | 唯一の名古屋テレビ作品             |
| 10 | 6月24日 | サイボーグ009 （第2作）       | 神々に向かって撃て!!         | 東映 日本サンライズ                    |                                    |
| 11 | 7月1日  | デビルマン                    | 美樹、おまえは俺の命だ       | 東映動画                               |                                    |
| 12 | 7月22日 | 魔女っ子メグちゃん            | メグは優しい女王候補         | 東映動画                               | ここから『夏休み人気アニメ大行進』 |
| 13 | 7月29日 | キューティーハニー            | うるわしき愛の戦士・ハニー   | 東映動画                               |                                    |
| 14 | 8月5日  | 魔法使いサリー（第1作）       | サリーの楽しい仲間たち       | 東映動画                               | 第1回の続編                        |
| 15 | 8月26日 | さるとびエッちゃん            | おかしな不思議な転校生       | 東映動画                               |                                    |

## なつかしの名場面で紹介された作品
『佐武と市』のみ毎日放送（当時NET系列）・虫プロダクション・スタジオゼロ・東映動画共同作品。他は全てNET・東映動画作品。
- 海賊王子
- ピュンピュン丸 - 「花のピュンピュン丸」として紹介していた。
- 佐武と市捕物控
- ミクロイドS
- ハッスルパンチ - ママ役の久里が出演（プン役）。
- 宇宙パトロールホッパ
- 魔法使いサリー - モノクロ版の第1話を紹介。
- サイボーグ009（第1作） - 第2作と合わせて放送。
- レインボー戦隊ロビン
- バビル2世
- もーれつア太郎
- ほか

## 放送局
| 放送期間                | 放送時間           | 放送局             | 対象地域       | 備考               |
| ----------------------- | ------------------ | ------------------ | -------------- | ------------------ |
| 1980年4月15日 - 8月26日 | 火曜 19:00 - 19:30 | テレビ朝日         | 関東広域圏     | 製作局             |
|                         |                    | 北海道テレビ       | 北海道         |                    |
|                         |                    | 東日本放送         | 宮城県         |                    |
|                         |                    | 静岡けんみんテレビ | 静岡県         | 現・静岡朝日テレビ |
|                         |                    | 名古屋テレビ       | 中京広域圏     |                    |
|                         |                    | 朝日放送           | 近畿広域圏     | 現・朝日放送テレビ |
|                         |                    | 広島ホームテレビ   | 広島県         |                    |
|                         |                    | 瀬戸内海放送       | 香川県・岡山県 |                    |
|                         |                    | 九州朝日放送       | 福岡県         |                    |